# 2023년 미시간 주립 대학교 총격

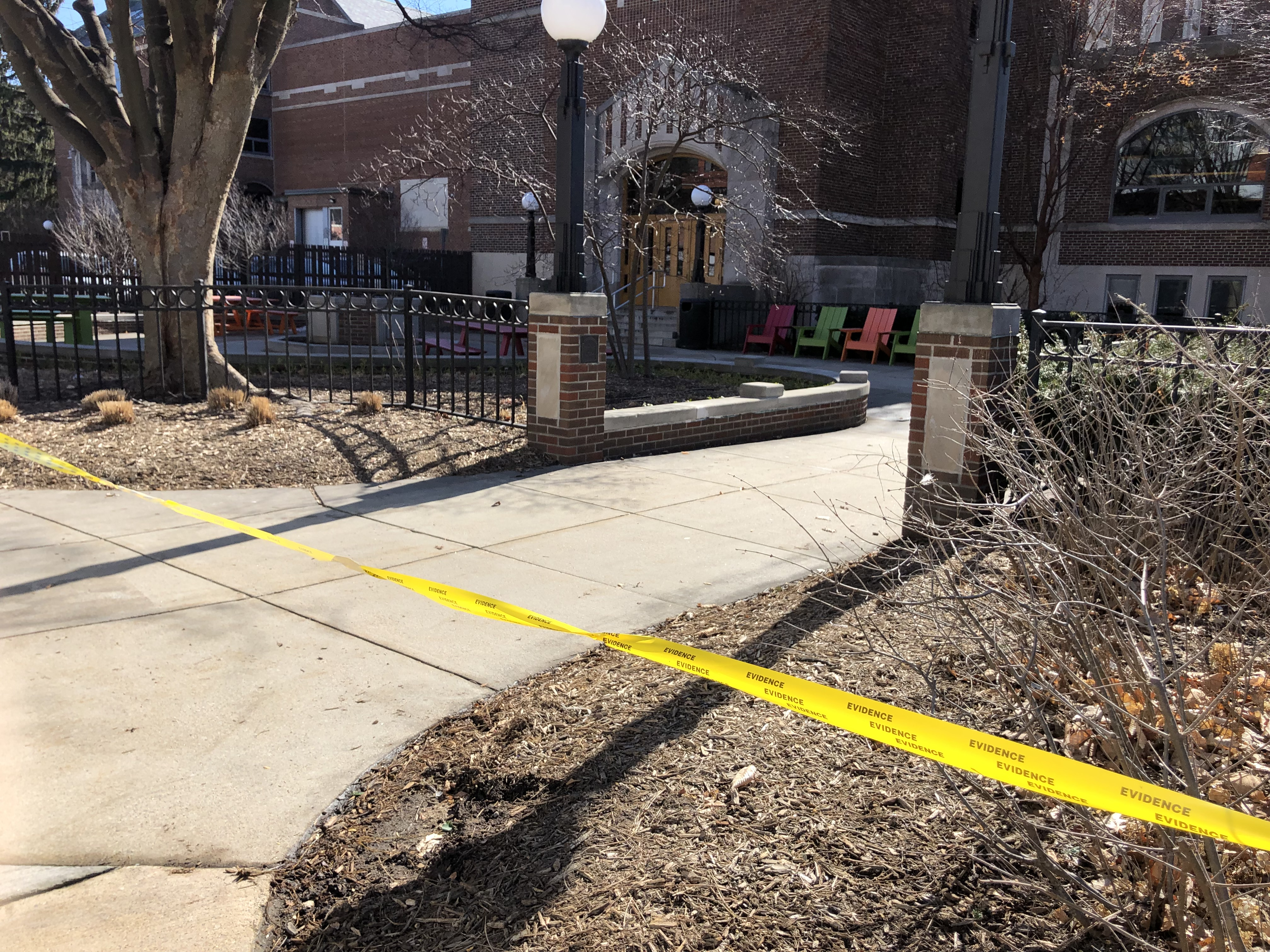
총격 이후 폴리스 테이프가 쳐진 MSU 유니언의 북측

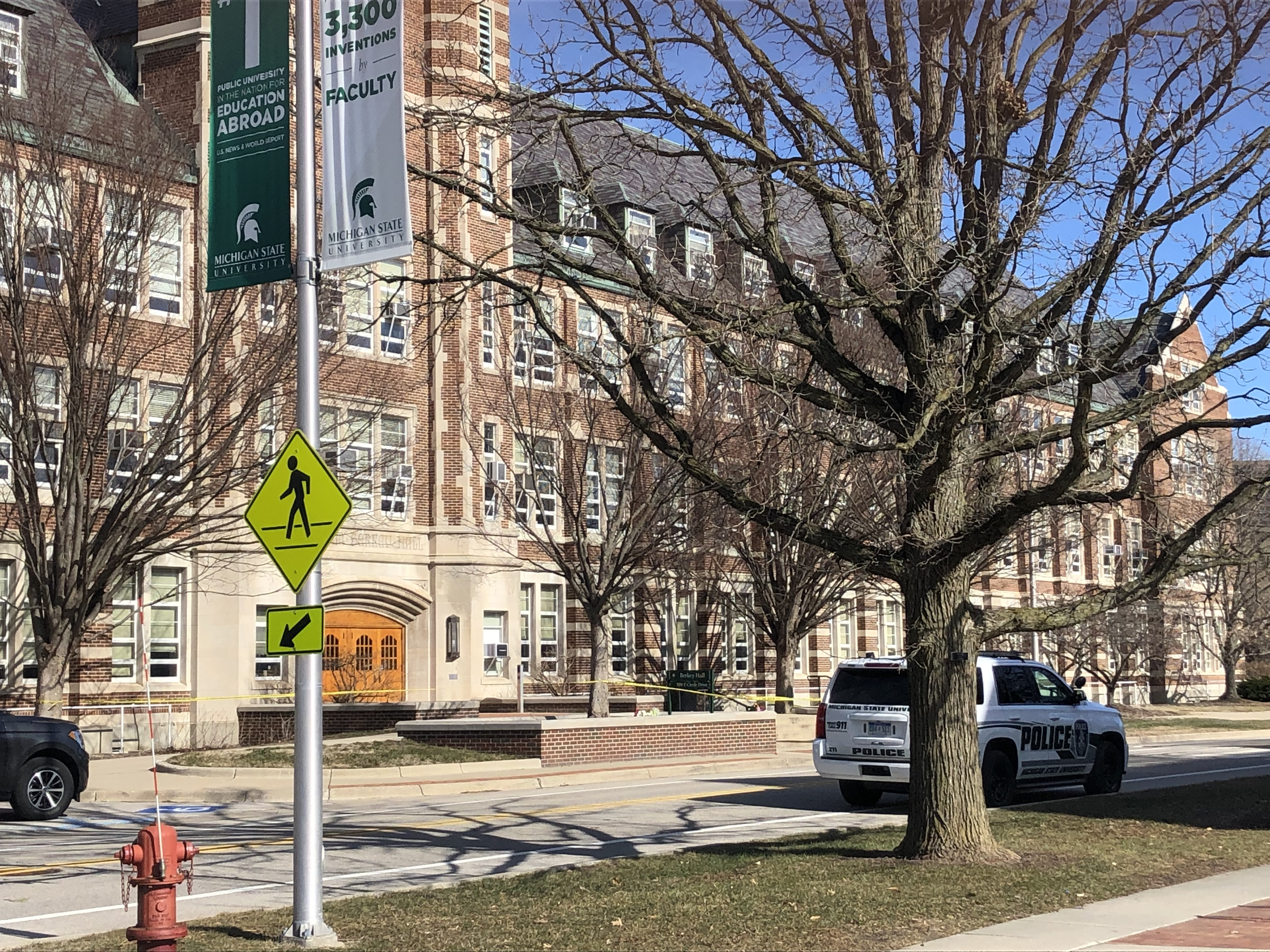
버키홀. 최초 총격이 발생한 장소. 총격 하루만에 폴리스 테이프가 쳐져있다.

2023년 미시간 주립 대학교 총격에 관한 내용이다.
2023년 2월 13일, 이스트랜싱의 미시간 주립 대학교(MSU) 캠퍼스의 두 건물에서 총기 난사가 발생했다. 3명의 학생이 사망했고 5명의 학생이 상해를 입했다. 43세의 총 소지자 안소니 드웨인 맥래(Anthony Dwayne McRae)는 캠퍼스 밖에서 경찰과 마주쳤을 때 자신에게 총기를 겨눠 자살했다.
총격 사건 이후 MSU의 수업은 그 주 나머지 기간 동안 취소되었으며 해당 수업은 학기 나머지 기간 중 총격이 발생한 2개 건물에서 다른 곳으로 변경되었다. 학생들과 학생들의 지지자들은 총기의 폭력성에 대항하여 미시간주 캐피톨에서 항의를 했으며 입법자들은 총기 규제 개혁을 약속했다.

## 같이 보기
- 2023년 네바다 대학교 라스베이거스 총격